# McLaren MP4-19
A McLaren MP4-19 volt a McLaren Formula–1-es csapat 2004-es versenyautója. Adrian Newey tervezte, pilótái pedig a finn Kimi Raikkönen és a skót David Coulthard voltak. A téves koncepció alapján készült MP4-18-as autó továbbfejlesztett változata volt, de nem egy sikeres konstrukció, ezért évközben egy másik modellt is bevetettek.

## Története
Az MP4-18-as fejlesztése nem volt teljes egészében zsákutca, de radikális áttervezésre szorult. Ennek az eredménye lett az MP4-19-es. Kezdetben a megbízhatósága csapnivaló volt: a szezon első felében rendszeresen kiestek valamilyen meghibásodással. A szezon közepén így bevetésre került az autó jelentősen átdolgozott, új aerodinamikai csomaggal szerelt változata, az MP4-19B. Ezzel már sokkal jobb eredményeket tudtak elérni, mely biztató volt a szezon másik felére nézve. Mégis mindössze egyetlen nagydíjat, a Belga Nagydíjat sikerült abban az évben megnyerniük.
A szezon legnagyobb részében az MP4-18-asról már megismert keskeny orrot használták. Egy széleseb, laposabb orr került bevetésre az Olasz Nagydíjon, de utána azt már nem használták, hanem a következő évi autón vetették be. A tűhegyes orr a 2006-os autójukon bukkant fel ismét.
A csapat végül az ötödik helyen zárt a bajnokságban, 69 ponttal.

## Teljes Formula–1-es eredménylistája
(Táblázat értelmezése)

(Félkövér: pole-pozícióból indult; dőlt: leggyorsabb kört futott) 

| Év   | Konstruktőr | Motor                    | Gumi | Versenyzői      | 1   | 2   | 3   | 4   | 5   | 6   | 7   | 8   | 9   | 10  | 11  | 12  | 13  | 14  | 15  | 16  | 17  | 18  | Pont | WCC |
| ---- | ----------- | ------------------------ | ---- | --------------- | --- | --- | --- | --- | --- | --- | --- | --- | --- | --- | --- | --- | --- | --- | --- | --- | --- | --- | ---- | --- |
| 2004 | McLaren     | Mercedes-Benz FO110Q V10 | M    |                 | AUS | MAL | BHR | SMR | ESP | MON | EUR | CAN | USA | FRA | GBR | GER | HUN | BEL | ITA | CHN | JPN | BRA | 69   | 5.  |
| 2004 | McLaren     | Mercedes-Benz FO110Q V10 | M    | David Coulthard | 8   | 6   | Ki  | 12  | 10  | Ki  | Ki  | 6   | 7   | 6   | 7   | 4   | 9   | 7   | 6   | 9   | Ki  | 11  | 69   | 5.  |
| 2004 | McLaren     | Mercedes-Benz FO110Q V10 | M    | Kimi Räikkönen  | Ki  | Ki  | Ki  | 8   | 11  | Ki  | Ki  | 5   | 6   | 7   | 2   | Ki  | Ki  | 1   | Ki  | 3   | 6   | 2   | 69   | 5.  |